# Batalla del Margus
La batalla del Margus fue un conflicto militar que tuvo lugar en julio de 285 y que enfrentó a los ejércitos de Diocleciano y Carino, en un momento en el que ambos habían sido proclamados emperadores de Roma por sus soldados, en el valle del río Margus (actualmente el río Morava) en Mesia, en la actual Serbia.
La batalla resultó ser el punto de inflexión que condujo a la eventual resolución de la crisis del siglo III y el regreso de la estabilidad al Imperio romano. Marcó el principio del fin del Principado y posibilitó el posterior establecimiento de la Tetrarquía.

## Desarrollo
Carino se encontraba al frente del ejército más fuerte, pero la lealtad de sus soldados era más que cuestionable. Al parecer, Carino había enojado a hombres de los que dependía su éxito, incluyendo maltratos a los componentes del Senado romano y la seducción de esposas de sus oficiales. Se duda de las circunstancias exactas de la batalla, pero es sabido que Carino murió en el curso de la misma, y probablemente a manos de uno de sus propios oficiales.
Con su victoria, Diocleciano se hizo con el control sobre la totalidad del Imperio romano. La batalla se habría inclinado a favor de Carino en un principio solo para cambiar de signo tras la defección del prefecto del pretorio de Carino, Aristóbulo. Algunos estudiosos sospechan que Aristóbulo fue el oficial responsable del asesinato de Carino, posibilidad que gana credibilidad por el hecho de que Diocleciano recompensase a Aristóbulo, manteniéndole en el cargo de prefecto del pretorio y cónsul durante el resto del año.
Conseguida la victoria, las tropas de Carino juraron lealtad al vencedor, a Diocleciano, quien, inmediatamente después, centró su atención en la frontera del Danubio, donde los marcomanos y los cuados estaban realizando incursiones a través de la frontera.